# День Буковини
День Буковини (рум. Ziua Bucovinei) — державне свято Румунії, яке щороку відзначається 28 листопада на честь рішення Генерального конгресу Буковини приєднати Буковину до Королівства Румунія 28 листопада 1918 року.

## Фон
До 1774 року Буковина належала Молдовському князівству, коли її окупувала монархія Габсбургів. Лише в 1918 році регіон приєднався до Румунії, але в 1940 році Північна Буковина разом з Бессарабією була примусово передана Радянському Союзу.

## Святкова пропозиція
28 жовтня 2015 року Президент Румунії Клаус Йоганніс оголосив цей день державним святом Законом № 250/2015. Сенат Румунії вже прийняв пропозицію 2 жовтня 2013 року, а Палата депутатів схвалила її лише 7 жовтня 2015 року. Пропозиція була ініційована депутатом Александру Беїшану.

## Дотримання
Під час Дня Буковини органам місцевої влади та громадським установам, які можуть мати бюджетні кошти, дозволено проводити культурні та наукові заходи.
Цей день відзначається місцевою владою та населенням різних міст, селищ і сіл переважно румунської частини Буковини, таких як Радівці, Сучаві, Путні, Ватра-Дорнеї, і Кимполунгзі, а також у Чернівцях, в Україні. Однак цей день також відзначається в інших частинах Румунії; у 2019 році місто Бакеу організувало культурний захід разом з етнічними румунськими вчителями та студентами з Північної Буковини, української частини території.
28 листопада 2019 року прем'єр-міністр Румунії Людовік Орбан оголосив, що буде схвалено проект на понад 240 мільйонів євро для покращення інфраструктури повіту Сучава. Це розцінили як «подарунок» уряду Румунії до Дня Буковини.